# Сонмиани
Сонмиани — пакистанский ракетно-испытательный полигон. Действует с 1962 года. 
Расположен рядом с прибрежным городом Сонмиани в юго-восточной части провинции Белуджистан в Пакистане, примерно в 145 км к северо-западу от Карачи. Для запусков в космос используется ракета-носитель Шахин-IA. Также полигон используется в интересах Пакистанской комиссии по атомной энергетике и  Национального комплекса обороны, который проводит здесь испытания твердотопливных баллистических ракет.